# 鼷鹿科
鼷鹿科（学名：Tragulidae），是一类小型的哺乳纲偶蹄目动物，它们是反刍亚目下最原始的成员。

## 分布
鼷鹿属主要分布于东南亚地区，斑鼷鹿属主要分布于南亚地区，水鼷鹿分布在非洲的热带森林中。

## 特征
鼷鹿类仅有3胃室，反刍能力尚不完善，体型均小，无角。早期的鼷鹿尾长，但现代的鼷鹿尾短。鼷鹿的犬齿发达而外露，臼齿具新月型齿尖。

## 习性
鼷鹿科成员均为热带的林栖动物，夜行性，单独行动。草食，肩高约30厘米，特点为似用蹄尖行走。

## 分类
鼷鹿科是鼷鹿下目中仅存的一科，已知现存共有3属10种：
- 水鼷鹿属
  - 水鼷鹿 Hyemoschus aquaticus
- 鼷鹿属
  - 爪哇鼷鹿 Tragulus javanicus
  - 大鼷鹿 Tragulus napu
  - 小鼷鹿 Tragulus kanchil
  - 菲律宾鼷鹿 Tragulus nigricans
  - 越南鼷鹿 Tragulus versicolor
  - 云南鼷鹿 Tragulus williamsoni
- 斑鼷鹿属
  - 斑鼷鹿 Moschiola meminna
  - 印度鼷鹿 Moschiola indica
  - 黄纹鼷鹿 Moschiola kathygre （新发现物种）